# Austria na Letnich Igrzyskach Olimpijskich 1960
Austrię na Letnich Igrzyskach Olimpijskich 1960 reprezentowało 103 zawodników.

## Zdobyte medale
| Medal  | Zawodnik                        | Dyscyplina  | Konkurencja           |
| ------ | ------------------------------- | ----------- | --------------------- |
| Złoto  | Hubert Hammerer                 | Strzelectwo | karabin dowolny 300 m |
| Srebro | Alfred Sageder Josef Kloimstein | Wioślarstwo | dwójka bez sternika   |